# André Coimbra
André Brito Coimbra (* 27. April 1986 in Coimbra) ist ein portugiesischer Pokerspieler.

## Persönliches
Coimbra vertrat sein Land dreimal bei der Internationalen Informatik-Olympiade und machte einen Abschluss in Informatik mit dem Nebenfach Mathematik. Er spielte schon früher gerne Brettspiele mit Freunden und der Familie und kam später zum Sammelkartenspiel Magic: The Gathering. Bei der Magic World Championship erreichte er 2005 den achten Platz und gewann im Jahr 2009 das Event als erster Portugiese. Coimbra war mit der griechischen Pokerspielerin Katerina Malasidou liiert, die ebenfalls Teil des Team Pokerstars war. Er lebt in Lissabon.

## Pokerkarriere
Coimbra kam 2005 zum Poker. Seit 2007 spielt er auf der Onlineplattform PokerStars unter dem Nickname acoimbra. 2009 erreichte er dort den höchsten Status als Supernova Elite und wurde ins Team PokerStars aufgenommen, dem er bis Februar 2017 angehörte. Seit April 2021 wird er wieder von PokerStars gesponsert. Im Juli 2010 erreichte Coimbra beim Main Event der World Series of Poker im Rio All-Suite Hotel and Casino am Las Vegas Strip den 311. Platz und erhielt ein Preisgeld von über 40.000 US-Dollar.